# Baryłów
Baryłów (ukr. Барилів) – wieś na Ukrainie, w obwodzie lwowskim, w rejonie szeptyckim. Liczy 295 mieszkańców (stan na rok 2021).
Za II Rzeczypospolitej do 1934 roku wieś stanowiła samodzielną gminę jednostkową w powiecie radziechowskim w woj. tarnopolskim. W związku z reformą scaleniową została 1 sierpnia 1934 roku włączona do nowo utworzonej wiejskiej gminy zbiorowej Sieńków w tymże powiecie i województwie. Po wojnie wieś weszła w struktury administracyjne Związku Radzieckiego.
Do 2020 w rejonie radziechowskim.